# Travis Hirschi
Travis Hirschi, född 15 april 1935 i Rockville, Utah, död 2 januari 2017 i 
Tucson, var en amerikansk sociolog och kriminolog (högerrealist).
Hirschi tog doktorsexamen i sociologi 1968 vid University of California, Berkeley och arbetade därefter vid olika lärosäten, bland annat som professor i penologi vid State University of New York. Från och med 1981 fick han en professur vid University of Arizona där han blev kvar till sin pension.
Hirschi har fått flera utmärkelser och erkännande för sina bidrag till den kriminologiska forskningen. År 1986 tilldelades Travis Hirschi det prestigefyllda Edwin H. Sutherland-priset av American Society of Criminology. Han har även tilldelats Charles Wright Mills-priset av Society for the Study of Social Problems.

## Vetenskapligt bidrag
Travis Hirschi ha formulerat två inflytelserika kriminologiska teorier: teorin om sociala band och teorin om självkontroll. 

### Teorin om sociala band

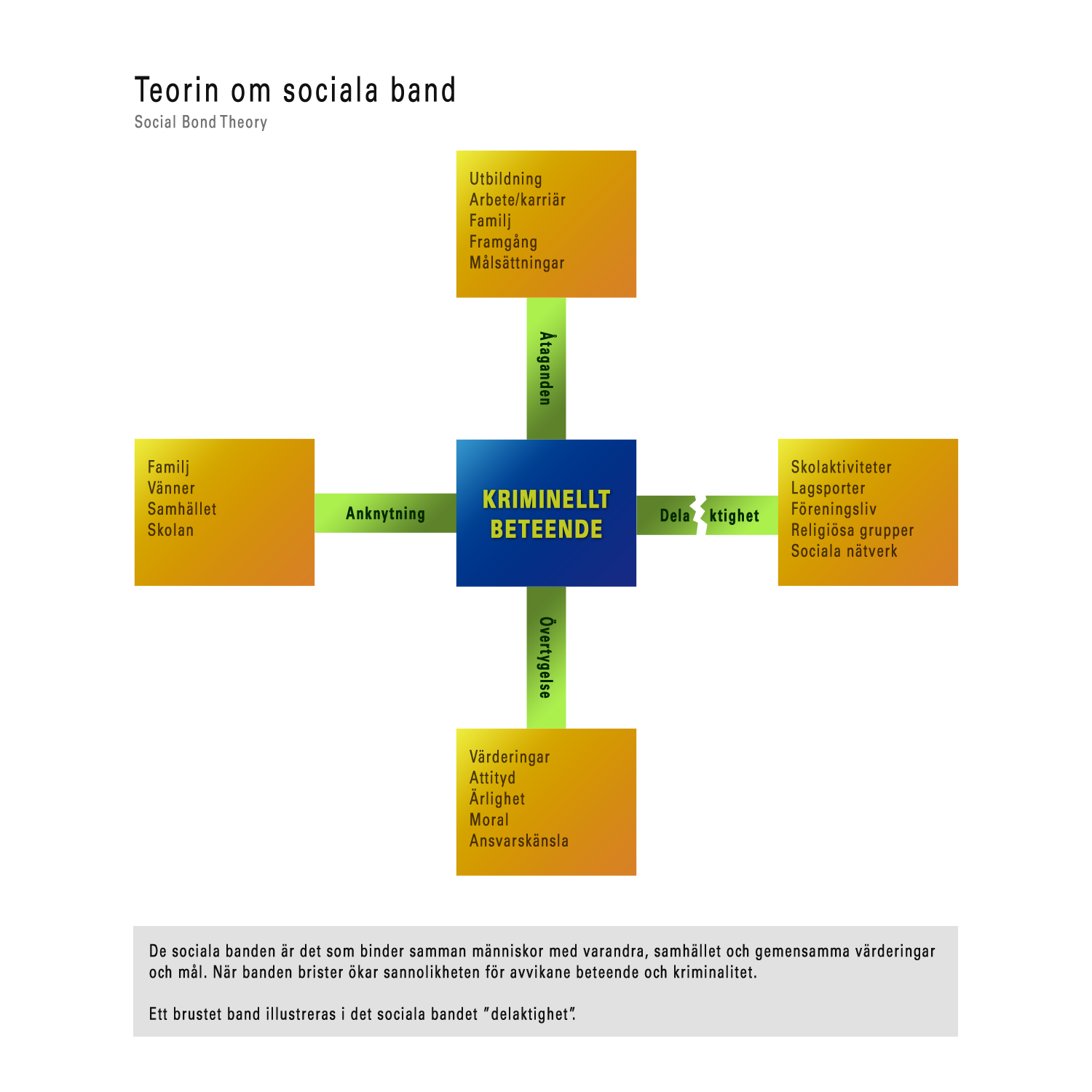
De sociala banden är det som binder samman människor med varandra, samhället och gemensamma värderingar och mål. När banden brister ökar sannolikheten för avvikande beteende och kriminalitet. På bilden illustreras ett brustet band.

Teorin om sociala band presenterades 1969 i boken Causes of delinquency (svenska: Orsaker till ungdomsbrottslighet). Frågeställningen Hirschi arbetade utifrån var inte varför en person är kriminell. Det som intresserade honom var vad som gjorde att en person inte är kriminell. Han menade att orsaken fanns i graden av integration av den enskilda individen i samhället, något han menar uppnås genom fyra element som binder oss samman med det omgivande samhället:
- Anknytning avser de konventionella relationer individen har, till exempelvis skola, föräldrar och kamrater.
- Åtaganden avser de konforma förhållanden individen har, till exempelvis utbildning, arbete och sunda livsval.
- Delaktighet avser de konventionella engagemang individen har, till exempelvis skola, arbete och föreningslivsaktiviteter.
- Övertygelse  avser individens syn på samhällsordningens legitimitet.

### Teorin om självkontroll
Tillsammans med Michael R. Gottfredson skrev Hirschi boken A General Theory of Crime (svenska: En allmän teori om brottslighet) och tillhör gruppen av teorier som gör anspråk på att förklara brottsligheten i sin helhet. Teorin om självkontroll bygger på idén om låg självkontroll vilket leder till kriminalitet. Människor med låg självkontroll antas vara impulsiva, känslolösa och risktagande, styrd av sina beteendestruktur med ett överordnat behov av omedelbar tillfredsställelse. Dessa personer lever ofta utsvävande liv med många avvikande och antisociala beteenden, såsom omfattande rökning, stort alkoholintag, drogmissbruk, spelmissbruk och sexuell promiskuitet. Dessa personlighetsdrag antas vara varaktiga över en hel livscykel.

### Mottagande
Teorin om sociala band är allmänt vedertagen inom den kriminologiska forskningen och har blivit bekräftad genom empirisk prövning. Teorin är en av de mest grundläggande kriminologiska teorierna. Teorin om självkontroll har å andra sidan mött på hård kritik eftersom teorin starkt postulerar en kontinuitet i den kriminella karriären och har i bland annat den biten blivit motbevisad. Teorin har även problem med att förklara alla områden av brottsligheten, såsom ekonomisk brottslighet.